# Georgia Hale
Georgia Theodora Hale (n. 24 iunie 1900, St. Joseph⁠(d), Missouri, SUA – d. 7 iunie 1985, Hollywood, California, SUA) a fost o actriță americană din epoca filmului mut.

## Filmografie (selecție)
- The Gold Rush (1925)
- The Salvation Hunters (1925)
- The Great Gatsby (1926)
- Hills of Peril (1927)
- A Woman Against the World (1928)
- The Rawhide Kid (1928)
- A Trick of Hearts (1928)
- Gypsy of the North (1928)

## Legături externe
- Georgia Hale la Internet Movie Database
- Georgia Hale la Find a Grave
- Georgia Hale at Virtual History
- Photo Gallery

## Vezi și
- Listă de actori americani